# Hôtel Goyet de Livron
L'hôtel Goyet de Livron est un ancien hôtel particulier du XVIIe à Roanne (Loire) qui abrite aujourd'hui la sous-préfecture. 

## Historique
Des écrits indiquent que l'hôtel est construit entre 1767 et 1770 par l'architecte lyonnais  Jean-Antoine Morand (futur créateur du quartier des Brotteaux à Lyon) pour  Jacques de Flesselles qui venait de devenir intendant à Lyon et qui souhaitait avoir un hôtel pour loger lors de ses passages à Roanne. Mais il semble qu'il ait été construit en 1752 pour la famille Goyet de Livron dont il porte le nom, date du passage à Roanne de Madame l'Infante, fille de Louis XV.
Il accueille en 1771 et en 1773 les deux sœurs Marie-Joséphine et Marie-Thérèse de Savoie,  futures épouses respectivement de Louis XVIII et Charles X. Pour Marie-Thérèse est érigé dans le jardin un théâtre provisoire qui sera ensuite transféré dans la cour de la maison Gambon, sous le nom de théâtre d'Artois. Il restera en service jusqu'à l'ouverture du théâtre municipal. En 1804, le pape Pie VII y séjourne lors de son voyage vers Paris pour le sacre de Napoléon Ier puis en 1815, Marie-Thérèse de France, dite Madame Royale, fille ainée et unique survivante des enfants de Louis XVI, y séjourne à son tour.
En 1824, la famille de Livron vend l'hôtel particulier à Joseph Devillaine, homme politique et banquier local, qui en fait le siège de sa banque. Devillaine financera le canal latéral de Roanne à Digoin. Après sa faillite, il revend le bâtiment à l'État en 1850 qui le transforme en sous-préfecture.  
Louis-Napoléon Bonaparte, alors président de la République, y séjourne lors de sa visite de Roanne le 17 septembre 1852.
Le 10 avril 2014, l'ensemble du bâtiment, le jardin, la clôture et la parcelle d'assiette sont inscrits aux Monuments historiques.

## Description
La structure et la distribution des pièces sont restées homogènes depuis sa construction. L'hôtel particulier possède un escalier d'honneur avec une remarquable rampe en fer forgé et une pièce forte. Le premier étage est recouvert d'une série de parquets de belle facture. Il abrite un salon octogonal de style Louis XV boisé avec un plancher marqueté et à chacune des quatre portes, serrure et clé représentant les signes d'un jeu de cartes. Ce salon était utilisé jusqu'en 1981, comme bureau du sous-préfet. 
Le salon, ou vestibule de l'entrée ouest, est orné de peintures décoratives au trait blanc sur fond vert, réalisé à la manière de Jean-Baptiste Pillement qui diffusa ce style de « chinoiseries », au cours du XVIIIe siècle. 
Le style paysager du jardin, est une réalisation du XIXe siècle. La cour est dominée par un cèdre du Liban.